# Xcel Energy
Xcel Energy Inc. är ett amerikanskt energiföretag som producerar och säljer elektricitet och naturgas till 3,8 miljoner respektive 2,1 miljoner kunder i delstaterna Colorado, Michigan, Minnesota, New Mexico, North Dakota, South Dakota, Texas och Wisconsin. För 2022 hade Xcel kapacitet att producera 20 897 megawatt (MW) elektricitet och ta upp omkring 1,5 miljarder kubikmeter (53,5 miljarder cubic foot) naturgas.
Företaget äger och driver kärnkraftverken Monticello Nuclear Generating Plant (Monticello, Minnesota) och Prairie Island Nuclear Generating Plant (Red Wing, Minnesota).

## Historik
Företaget grundades den 17 augusti 2000 när en fusion, mellan Denver-baserade New Century Energies och Minneapolis-baserade Northern States Power Company, slutfördes. Två månader tidigare hade dock föregångarna signerat ett sponsorkontrakt rörande namnrättigheter för en inomhusarena i Saint Paul i Minnesota. Sponsorkontraktet är på 25 år och värt årligen tre miljoner amerikanska dollar. Inomhusarenan fick namnet Xcel Energy Center. Den 21 augusti började Xcels aktier handlas på New York Stock Exchange (NYSE). I december 2017 meddelade Xcel att företagets börsnotering skulle flyttas till Nasdaq efter att börsen stängde för dagen den 29 december.